# .ne
A .ne Niger internetes legfelső szintű tartomány kódja, melyet 1996-ban hoztak létre.